# Batalla de Santander
Se conoce como batalla de Santander al conjunto de operaciones militares llevadas a cabo durante la guerra civil española entre el 14 de agosto y el 17 de septiembre de 1937 en la provincia de Santander (actual comunidad autónoma de Cantabria), y que culminarían con su ocupación por el bando sublevado contra la Segunda República.

## Antecedentes
En julio de 1937 y tras la caída de Vizcaya, el Gobierno de la República ordenó una ofensiva sobre Brunete, como maniobra de distracción que descongestionase Madrid y contuviera el avance del ejército sublevado en el Norte, en esos momentos, a las puertas de la provincia de Cantabria. La batalla de Brunete acabó a finales de julio y el general Franco, deseoso de finalizar el episodio del Norte, recuperó para este frente las unidades que había desplazado a las operaciones del centro. La ofensiva era inminente.
El 6 de agosto, un decreto creaba en Santander la Junta Delegada del Gobierno en el Norte, presidida por el general Mariano Gamir Ulibarri, máximo responsable militar, y compuesta por un representante de los Gobiernos del País Vasco, Asturias y Cantabria. Se trataba así de coordinar las acciones de defensa. En este tiempo, unido a la falta de alimentos, los habitantes de la capital sufrían ataques aéreos regulares, mucho más frecuentes que el año anterior, y se les animaba desde la prensa local a una febril tarea de fortificación. A la vez, se procedía a la evacuación por mar de refugiados vascos con destino a Francia.
La defensa del territorio cántabro se confió a 80 000 hombres englobados en cuatro Cuerpos de ejército: el XIV formado por lo que quedaba del así llamado «Ejército Vasco» (Euzko Gudarostea), el XV, compuesto en su mayor parte por tropa cántabra y, en menor medida, los cuerpos XVI y XVII (asturianos ambos). Apoyando a estas fuerzas los republicanos contaban con 50 baterías artilleras, 33 cazas y bombarderos y 11 aviones de reconocimiento.
Por su parte, las fuerzas del bando sublevado constaban de seis brigadas de Navarra y dos de Castilla apoyadas ambas por tres divisiones y una brigada italiana, todas ellas al mando del general Fidel Dávila Arrondo, responsable del Ejército del Norte tras la muerte del general Emilio Mola. A ello hay que sumar un importante apoyo artillero y de aviación. Formaban 90 000 hombres.
El campo de batalla se situaría en terreno montañoso al localizarse el frente en la cordillera Cantábrica, cuyas cumbres más elevadas estaban en manos gubernamentales, que tenía ventajas posicionales. La línea de batalla discurría por la zona sur de Reinosa hasta el Puerto del Escudo, dibujando una bolsa entre Barruelo de Santullán, Aguilar de Campoo y Soncillo, que constituía la avanzada gubernamental sobre la meseta castellana y donde se concentraba el mayor número de tropas del ejército leal a la República. A la larga, esta citada bolsa, con problemas de abastecimiento y de difícil defensa, se convertiría en una trampa.
Por otro lado, las condiciones físicas y la moral del bando sublevado eran superiores a las de las fuerzas gubernamentales. Muchas unidades vascas no deseaban luchar fuera del País Vasco, y el propio lehendakari, José Antonio Aguirre, había querido trasladar por barco todas las fuerzas vascas al frente de Aragón, cruzando Francia, para avanzar sobre Navarra desde la retaguardia gubernamental, idea rechazada desde el gobierno de la República en Valencia, al considerarla impracticable y quimérica. A ello se deben añadir las difíciles relaciones entre los diferentes batallones asturianos, cántabros y vascos. Así lo señalaría Dolores Ibárruri años más tarde:

Hablar del Ejército del Norte era un eufemismo. Había las milicias de Asturias, las milicias de Santander y las del País Vasco, que en general actuaban cada una con sus propios mandos (...) No se toleraba que ningún intruso se inmiscuyese en asuntos de familia, aunque la estrechez egoísta y localista llevase a unos y a otros a la catástrofe, y a todos, a ir preparando el terreno para la derrota de la República...
Dolores Ibárruri. El único camino (1963).

La moral decaería aún más al extenderse los primeros rumores, a la larga fidedignos, de que altos cargos del gobierno vasco habían estado negociando desde junio la rendición de sus fuerzas a los italianos, la cual se materializaría el 24 de agosto con la firma del Pacto de Santoña y la concentración de las tropas del Euzko Gudarostea en esta localidad cántabra.

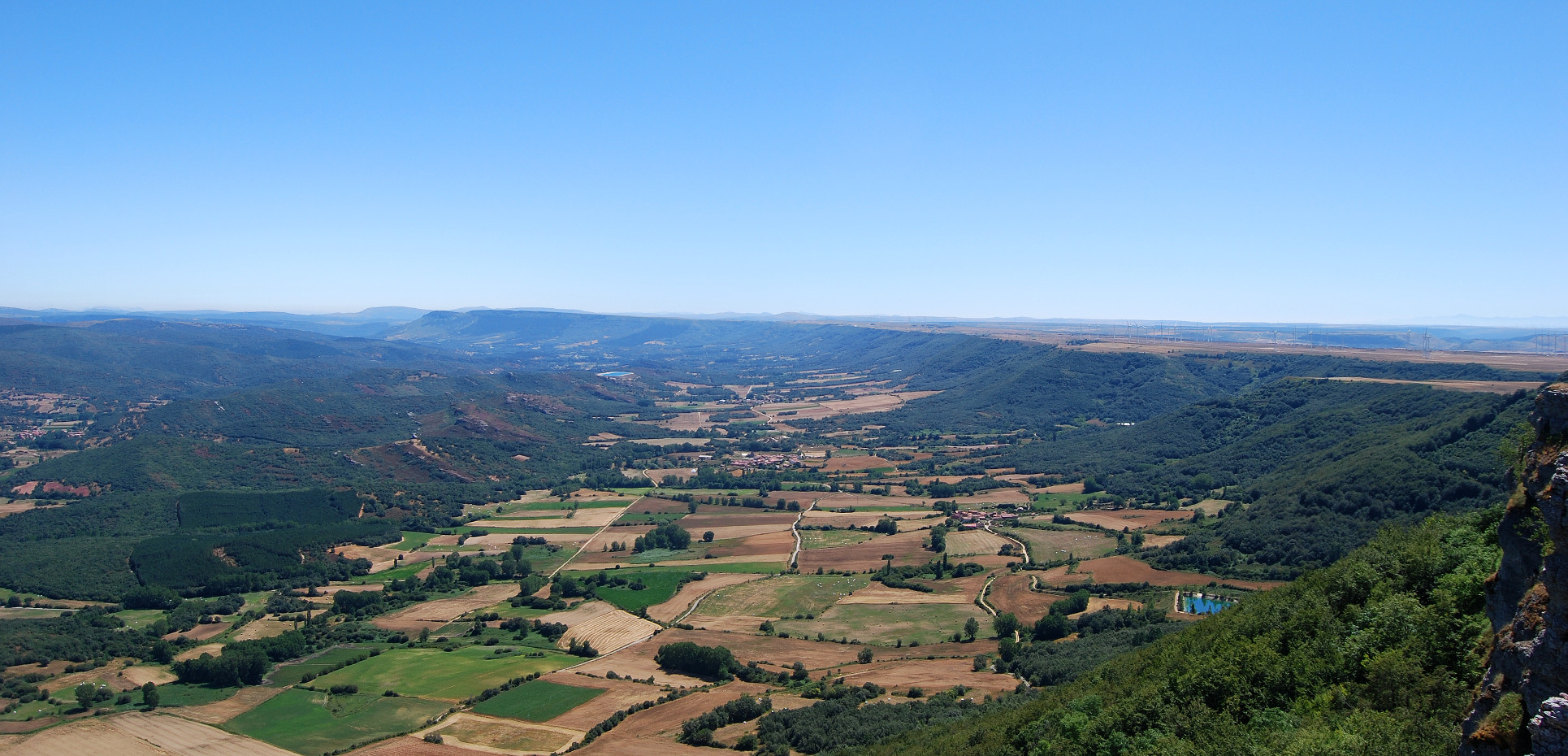
En la zona de Valderredible, al sur de Cantabria, los farallones rocosos de La Lora de Valdivia (a la derecha de la imagen) definían el frente previo a la batalla de Santander. El fondo del valle del Ebro estaba controlado por las fuerzas republicanas mientras que el ejército sublevado ocupaban posiciones altas de La Lora, donde construyeron numerosas trincheras como medida de protección y control.

## Cronología de la ofensiva
El 14 de agosto de 1937 comenzaron las operaciones por parte del bando franquista con el bombardeo de las posiciones gubernamentales mediante artillería y aviación; el primer objetivo fue la fábrica de armamento Constructora Naval de Reinosa y el nudo ferroviario de Mataporquera, atacando la 1.ª Brigada Navarra entre el Pico Valdecebollas y Cuesta Labra, ocupando las alturas de la sierra de Híjar y avanzando hacia Reinosa. Con ello se pretendía amenazar la principal arteria de comunicación del enemigo, dejando así en situación crítica a las fuerzas leales a la República que se hallaban al sur de la cordillera Cantábrica. Este primer día de ataque, las brigadas navarras rompieron la línea del frente sur republicana, muy castigada por los bombardeos aéreos. El CTV italiano rompe el frente en Soncillo (entre el puerto de Carrales y la zona de Quintanaentello, Burgos) avanzando hacia El Escudo (Cantabria) y Arija (Burgos); se dan combates aéreos en El Escudo, derribando la aviación republicana un biplano de asalto IMAM Ro.37, y combates de blindados al pie del Escudo.
El día 15, las fuerzas sublevadas avanzan, no sin dificultad, por el sector de Barruelo de Santullán hasta Peña Rubia, Salcedillo, Matalejos y Reinosilla, encontrando fuerte resistencia en el Portillo de Suano. El general Gamir Ulibarri planifica una desesperada defensa en la línea norte de Peña Astía - Peña Rubia - Peña Labra. Seis mil soldados gubernamentales quedan copados en la bolsa de Reinosa. La aviación del bando rebelde bombardea Soto-Iruz (causando cuatro muertos y varios heridos) y derriba dos Polikarpov I-16 sobre El Escudo.
Al día siguiente, día 16, la IV Brigada Navarra logra romper la resistencia de la División de choque 50 vasca en el Portillo de Suano avanzando y apoderándose del complejo fabril intacto, ante la negativa de los obreros de destruirlo, y entran en Reinosa al anochecer. La brigada de García Valiño proseguiría su avance a lo largo del río Saja, buscando el valle de Cabuérniga.
Las tropas italianas avanzaron paralelamente por la carretera Corconte-Reinosa ante la retirada de las fuerzas gubernamentales por Lanchares hacia San Miguel de Aguayo. A su vez proseguían los ataques al Puerto del Escudo donde la 55.ª División montañesa de Choque del teniente coronel Sanjuán oponía una fuerte resistencia. Las fuerzas leales a la República se retiran por el Valle de Luena volando varios puentes e incendiando varias casas y el ayuntamiento con su archivo.
El día 17 y pese a las labores de fortificación gubernamentales, los italianos de la División «23 de Marzo» logran conquistar el Puerto del Escudo, copando de este modo a 22 batallones leales y consiguiendo reunirse con el resto del ejército en la localidad de San Miguel de Aguayo. Con este rápido ataque en tenaza, las fuerzas sublevadas logran estrangular la bolsa gubernamental del Alto Ebro. La destrucción de esta bolsa, con su importante número de fuerzas leales a la República, supuso un duro golpe moral para el resto del ejército.

Principales líneas de avance de las tropas franquistas en el Frente Norte entre marzo y septiembre de 1937.

A partir de aquí la ofensiva sigue en dos direcciones: por un lado, un sur-norte, profundizando por los cuatro valles que abren camino desde la montaña hacia el mar Cantábrico (Cabuérniga, Besaya, Pas y Carriedo) con un objetivo claro: la población de Torrelavega que permitiría cortar la retirada hacia Asturias de las fuerzas leales a la República.
Por otro lado, las fuerzas italianas Flechas Negras abren el frente por el oeste avanzando por la costa y alcanzando los ríos Asón y Agüera.
La aviación sublevada, especialmente activa este día, bombardea Borleña (un muerto y al menos un herido), el aeródromo de Pontejos, las instalaciones de la CAMPSA en El Astillero, Sarón (doce muertos) y Alceda (un muerto), mientras aviones alemanes derriban dos Polikarpov I-15 sobre Villacarriedo.
Para el día 18, todo el sistema defensivo planteado por el general Gamir Ulibarri estaba roto, no pudiendo establecer una línea continua de defensa, ya que el rápido avance enemigo era imparable, desbordando todas las posiciones que le hacían frente. Gamir Ulibarri manda todas las tropas de reserva a vanguardia y solicita al XIV Cuerpo de Ejército el envío urgente de dos brigadas vascas desde Carranza a Ramales de la Victoria.
Ese mismo día, tropas navarras ocupan Santiurde en tanto que los italianos alcanzan San Pedro del Romeral y San Miguel de Luena.

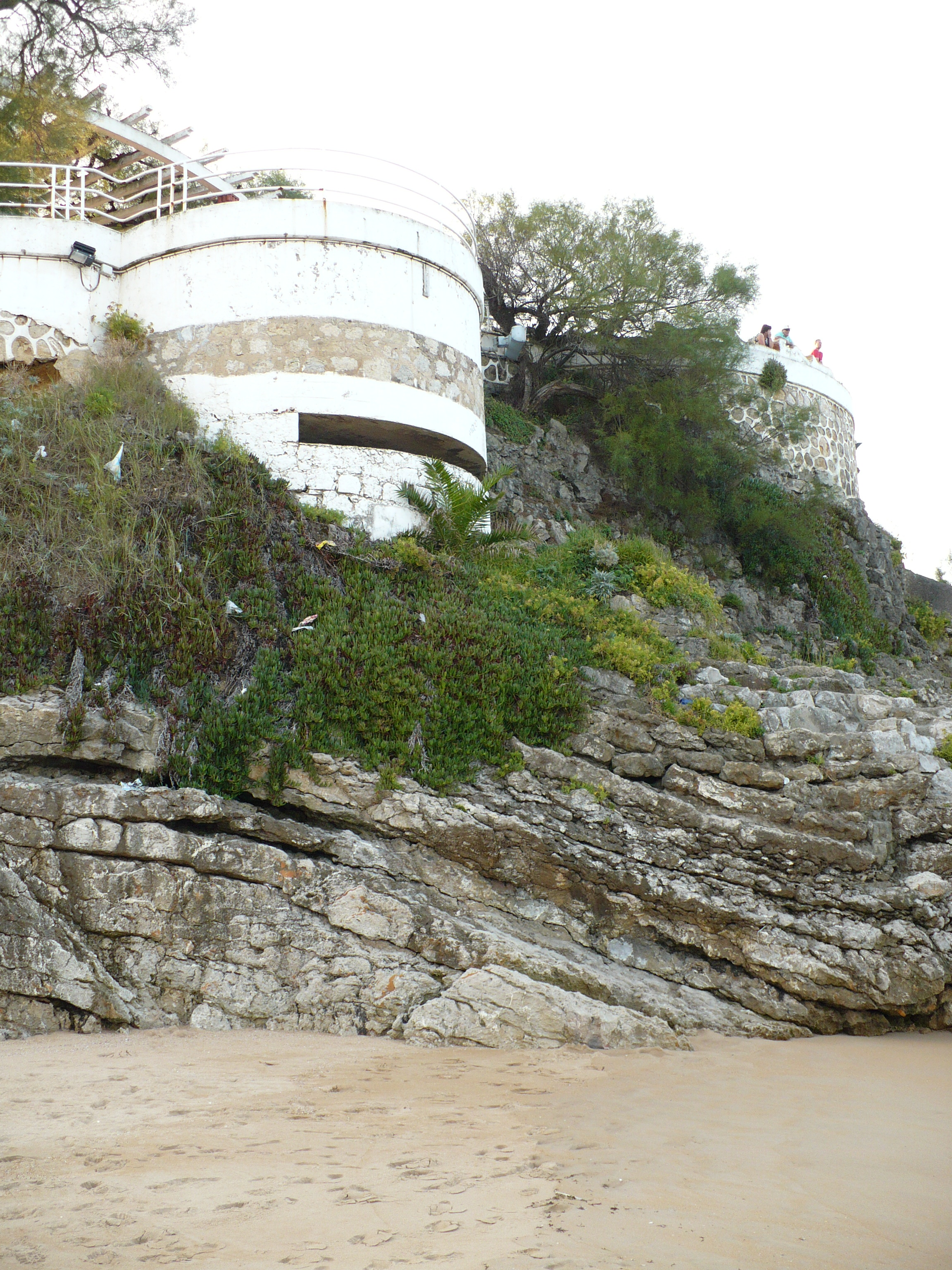
Nido de ametralladoras situado en los Jardines de Piquío (Santander), resto de la Guerra Civil.

El día 19, unidades italianas precedidas de tanques eliminan la resistencia gubernamental en las zonas de montaña al norte de San Pedro del Romeral; los avances de las tropas sublevadas por Cabuérniga, Bárcena de Pie de Concha en el valle del Besaya, Entrambasmestas y el valle del Pas obliga a Gamir Ulibarri a dictar rigurosas órdenes para que se resistiese. No obstante, el rápido avance franquista logra rebasar la tercera línea de defensa gubernamental establecida, por lo que no tuvo más remedio que organizar el plan estudiado de repliegue a la ciudad de Santander. La aviación franquista bombardea la Vega de Pas, destruyendo la iglesia, y por la noche las fuerzas gubernamentales se retiran de la Vega hacia Selaya.
El día 20, el XVII Cuerpo de Ejército situó una brigada en Torrelavega y la 48.ª División vasca solicitada por el Jefe del Ejército del Norte se dispone en Puente Viesgo para defender las comunicaciones con Asturias. Las tropas italianas alcanzan las cumbres de Cildá, Guzparras y Berana, rodeando Alceda y Ontaneda y entrando en Vega de Pas; la aviación gubernamental ataca la columna italiana que asciende por el puerto de La Braguía, causando numerosas bajas.
El 21 las tropas franquistas entran en San Martín de Toranzo, Selaya, Castillo Pedroso, Quintana de Toranzo, Alceda, Ontaneda, San Vicente de Toranzo, Villacarriedo, Tezanos y Bárcena, alcanzando Santibáñez; la aviación italiana derriba seis Polikarpov I-16 y un Polikarpov I-15 sobre El Escudo.
En la noche del 21 al 22, los tres batallones de nacionalistas vascos de la 50.ª División de choque vasca, al mando de Juan Ibarrola, abandonan sus posiciones en el valle del Saja —así como los batallones de las divisiones de Gómez, Cristóbal Errandonea y Lazcano— desplazándose hacia Santoña. Mientras tanto las fuerzas italianas y las brigadas navarras prosiguen su avance hacia Torrelavega y Cabezón de la Sal.
El día 22, las fuerzas sublevadas ya estaban a pocos kilómetros de Torrelavega y de Puente Viesgo. Cae Las Fraguas. Todo el XIV Cuerpo de Ejército leal a la República se prepara para cubrir la línea defensiva del río Asón, con el fin de defender Santander, en tanto que las demás fuerzas intentan salvaguardar las comunicaciones con Asturias.
La aviación italiana derriba otros tres Polikarpov I-15 sobre El Escudo; se dan combates entre fuerzas italianas y republicanas en Santibáñez de Carriedo, Puente Viesgo y entre Prases y Borleña; la aviación gubernamental bombardea Selaya causando tres muertos.
Dada la situación tan crítica, por la tarde se reúne la Junta Delegada del Gobierno republicano con el fin de estudiar las dos alternativas posibles: retirar el ejército hacia Asturias o replegarse hacia la ciudad de Santander y resistir durante 72 horas más, con el fin de esperar la maniobra de distracción prometida por el ministro de la Guerra, Indalecio Prieto, que se desencadenaría a partir del 24 de agosto en el Frente de Aragón (batalla de Belchite). Se opta por esta última alternativa.
El día 23, las brigadas navarras alcanzan el valle de Mazcuerras, llegan a la carretera de la costa y al ferrocarril de Asturias y ocupan el vértice de Ibio. Mientras, las fuerzas italianas vencen la resistencia de las tropas leales a la República en los pasos que defiende Puente Viesgo. Ante la retirada general y caótica gubernamental, se ordena su persecución sin perder el contacto con el enemigo, alcanzando las posiciones defensivas leales a la República del Dobra, así como Santa María de Cayón. Las tropas italianas que avanzan por el Este se acercan a Castro-Urdiales. La aviación gubernamental ametralla una columna italiana en la carretera de Ontaneda antes de ser atacada a su vez por la aviación de los sublevados, que derriba dos Polikarpov I-15 y un Polikarpov I-16, perdiendo un Fiat CR.32 . La aviación franquista bombardea Oruña (al menos 5 muertos) y Renedo (al menos dos muertos).
Las fuerzas armadas vascas comienzan a retirarse en dirección a Santoña, a 30 kilómetros al este de la capital cántabra. El gobierno vasco desistía de seguir combatiendo tan lejos del País Vasco, y tenía las esperanzas puestas en las negociaciones de su rendición que se estaban llevando a cabo con el gobierno italiano en Roma.
El día 24 se renuncia a la defensa de la capital cántabra y Gamir Ulibarri ordena la evacuación general hacia Asturias, aún leal a la República. Fuerzas sublevadas toman Torrelavega, ocupan a las 18:00 el cruce de Barreda y quedan cortadas la comunicaciones terrestres con Asturias. Las fuerzas gubernamentales estaban ya copadas y la deserción y huida de los mandos políticos y militares es en ese momento generalizada. Unidades enteras se quedan sin superiores. Ese mismo día el comandante de la 54.ª División, Eloy Fernández Navamuel, sale en avión en dirección a Francia.
La aviación italiana bombardea Vargas (al menos dos muertos), mientras las tropas italianas entran en Puente Viesgo, Vargas, Carandía, Zurita, Vioño, los valles de Cayón y Castañeda y Obregón.
Así las cosas, en el frente oriental los batallones vascos en rebeldía se habían ido concentrando en Santoña, enviando emisarios que tomaron contacto en Guriezo con las fuerzas italianas de la brigada Flechas Negras que marchaban por la costa, e iniciando unas confusas negociaciones. Ambos firmaron en el pueblo de Guriezo un documento por el cual se rendían con condiciones. Este acuerdo se conocería posteriormente como el Pacto de Santoña, el cual no se llevaría a efecto al enterarse el general Dávila.
El día 25 el presidente del País Vasco, José Antonio Aguirre, es evacuado de Santander en avión en dirección a Biarritz (Francia), mientras que el general Gamir Ulibarri, con parte de su Estado Mayor, el asesor ruso el general Vladimir Gorev y algunos políticos lo hacen a bordo de un submarino rumbo a Gijón. Allí establece posteriormente su Cuartel General en Ribadesella, ordenando que se organizase una línea defensiva en el río Deva con los restos de las tropas de Francisco Galán y de la División «Ibarrola». Las fuerzas gubernamentales que aún permanecían en la capital cántabra se rinden.
A las 8:00 del día 26 de agosto de 1937, soldados de la IV Brigada de Navarra y de la División Littorio avanzan hacia la capital, entrando en ella hacia el mediodía entre el recibimiento enfervorizado de una población mayoritariamente conservadora. En Santander, las tropas sublevadas hicieron 17 000 prisioneros, muchos de los cuales serían fusilados de inmediato.[cita requerida]
Las personas más comprometidas con la República habían vivido 48 horas dramáticas esperando encontrar plaza en alguno de los barcos que zarpasen para Asturias o Francia con la esperanza de no ser interceptados en altamar por la armada franquista que controlaba el mar Cantábrico. A los que no pudieron escapar les quedaba un futuro incierto, con innumerables citaciones públicas ante tribunales militares sumarísimos. Otras tropas rebeldes alcanzan Cabezón de la Sal.
El 31 de agosto, los restos del ejército leal a la República en retirada hacia Asturias incendian y dinamitan gran parte de Potes argumentando que se trataba de un «vil baluarte del carlismo».
El 1 de septiembre, las tropas franquistas alcanzan la línea del río Deva, ocupando Unquera (en la desembocadura), así como Panes (Peñamellera Baja), La Hermida y todo el Valle de Peñarrubia, cortando las comunicaciones entre Liébana y Asturias. La II Brigada de Castilla toma las posiciones de Peña Labra, Piedrasluengas y Sierra de Albas, entre Palencia y Cantabria.
El 2 de septiembre confluyen en Potes las tropas de la II Brigada de Castilla que bajan desde Palencia y las de la VI Brigada de Navarra que avanzan desde Lamasón por el Collado de Taruey y el Valle de Bedoya (Cillorigo de Liébana).
Al día siguiente, 3 de septiembre, la 81.ª División franquista avanza desde León por San Glorio, bajando por Vega de Liébana hasta confluir con el resto de las fuerzas en Potes. Otras tropas sublevadas avanzan desde Potes hasta Cosgaya por el Valle de Camaleño.
El 4 de septiembre, las tropas sublevadas entran en Posada de Valdeón (León) estrechando el cerco de los Picos de Europa.
El 7 de septiembre, las tropas sublevadas suben hasta las minas del macizo de Ándara, quedando la garganta del río Urdón entre las posiciones franquistas y las gubernamentales, situadas en Tresviso.
Finalmente, el 17 de septiembre es ocupada la última localidad cántabra que seguía en poder gubernamental, Tresviso, con lo que las operaciones militares finalizan en Cantabria.

## Consecuencias
Con la caída de Bilbao y de su Cinturón de Hierro primero y posteriormente Cantabria, el Frente Norte quedó solamente constituido por la Asturias leal a la República, la cual el mismo 25 de agosto, la víspera de la caída de Cantabria, se había constituido en el Consejo Soberano de Asturias y León, presidido por Belarmino Tomás.
Los batallones de milicianos asturianos llevarían a cabo una defensa desesperada en una serie de sangrientas batallas durante casi dos meses, hasta que los frentes, por desgaste, falta de municiones, víveres y la ausencia total de aviación, se vieron colapsados, dando por finalizada la campaña del Norte el 21 de octubre de 1937 con la toma por las tropas rebeldes de Gijón y Avilés.
La desaparición del Frente Norte supuso para el bando sublevado haber desnivelado la balanza de la guerra claramente a su favor. Los principales factores de la derrota gubernamental fueron los siguientes:
- La superioridad táctica del bando sublevado, con un amplio uso de la artillería y la aviación extranjera.
- La falta de mandos profesionales entre las unidades gubernamentales.
- La desmoralización de los defensores, sobre todo tras la caída de Bilbao, en contraposición con la elevada moral de los atacantes.
- Y finalmente las masivas sediciones dentro del bando leal a la República.

El desastre para este último fue total tras la caída de Cantabria. De las 12 brigadas vascas quedaban dos con ocho batallones. El ejército de Santander tenía 12 brigadas y quedaban dos con seis batallones. El ejército asturiano envió 27 batallones y mantendría 14 al final de la lucha. En ningún otro escenario de la guerra civil las tropas de Franco consiguieron un éxito militar tan rotundo. Sesenta mil soldados gubernamentales fueron hechos prisioneros y las pérdidas humanas y materiales fueron considerables.